# Acceso a servicios financieros

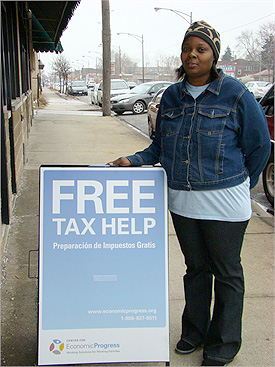
Cartel en que se anuncia ayuda para el pago de impuestos. Esta ayuda es un servicio financiero.

El acceso a servicios financieros (también llamado acceso financiero o acceso a las finanzas) es la capacidad de individuos o empresas para obtener servicios financieros, incluyendo crédito, depósito, pago, seguro y otros servicios de gestión de riesgos. Quienes involuntariamente no disponen de acceso a estos servicios, o este es muy limitado, son denominados desbancarizados o subbancarizados, respectivamente. Las políticas para extender este acceso a las personas o regiones más desfavorecidas se denominan políticas de inclusión financiera.
La evidencia acumulada muestra que el acceso a los servicios financieros promueve el crecimiento empresarial a través del crédito a negocios existentes y nuevos. Beneficia la economía en general al acelerar el crecimiento económico, intensificando la competencia entre empresas, así como aumentando la demanda de trabajadores. Si los más desfavorecidos no tienen acceso a estos servicios, y se les proporciona, lo habitual es que sus ingresos aumenten, reduciendo así la desigualdad de ingreso y la pobreza.
No disponer de servicios financieros limita a los hogares y a las empresas. Los pobres y las pequeñas empresas dependen respectivamente de su patrimonio personal y sus recursos internos para invertir en su educación y su actividad. Esto provoca que no alcancen el crecimiento que su potencial les permitiría, lo que perpetúa el ciclo de desigualdad persistente.
El acceso a estos servicios varía mucho entre países, desde  aproximadamente el 5 % de la población adulta en Papúa Nueva Guinea y Tanzania al 100 % en los Países Bajos  (para una lista más amplia de los porcentajes de acceso por países, véase Demirgüç-Kunt, Beck, & Honohan, 2008, pp. 190–191).

## Definición y medida del acceso a servicios financieros
Debe distinguirse el acceso a servicios financieros del uso de estos servicios, porque no usarlos puede ser voluntario o involuntario. Quienes han decidido voluntariamente no usar determinados servicios financieros tienen acceso a ellos, pero no los utilizan porque no los necesitan o por razones culturales, religiosas u otras.
Medir el acceso financiero es esencial para fortalecer la relación entre la teoría y la evidencia empírica. Actualmente las principales variables proxy que miden el acceso financiero incluyen: cuentas bancarias por cada 1 000 adultos, sucursales (oficinas) bancarias cada 100 000 adultos y porcentaje de empresas (pequeñas y grandes) con línea de crédito.
En el caso de los mercados financieros, medir el acceso financiero requiere valorar la concentración de mercado, porque un grado alto de concentración refleja mayores dificultades para la entrada de nuevas empresas más pequeñas. Otros factores incluyen el porcentaje de capitalización de mercado y el valor de las acciones intercambiadas en la bolsa por las empresas que no son las 10 mayores, los rendimientos de la deuda pública (a 3 meses y a 10 años), la proporción entre la deuda nacional privada y la deuda total, y la ratio de emisión de nuevos bonos empresariales respecto al PIB.
Quienes involuntariamente no usan servicios financieros, en realidad sí querrían emplearlos, pero carecen de acceso por razones como las siguientes:
- Una entidad financiera puede no permitirles abrir una cuenta porque, debido a sus bajos ingresos, no los considera rentables.
- Sufren discriminación por motivos sociales, religiosos o étnicos.
- Se les niegan préstamos porque las redes contractuales e informativas, como requisitos de garantía altos o una carencia de historial crediticio (credit history), impiden que las instituciones financieras les sirvan.
- El precio o las características de los servicios financieros pueden no ser apropiados para determinados grupos de población.

Como los factores que determinan si una persona o empresa dispone de acceso financiero pueden cambiar con el tiempo, tiene sentido  agrupar a los bancarizados y los desbancarizados en segmentos de mercado que reflejan su estado actual y su posible estado futuro como usuarios o no de servicios financieros. Uno de estos planteamientos es la "frontera de acceso," con la que se puede analizar la evolución temporal de los mercados. La frontera de acceso define la proporción máxima de la población que tiene acceso a un producto o servicio en un momento determinado. Esta frontera puede modificarse con el tiempo, p. ej. como resultado de cambios tecnológicos y competitivos en el mercado. Este planteamiento distingue entre usuarios y no usuarios de un producto o servicio, y segmenta a los no usuarios en 4 grupos:
- Quienes son capaces de utilizar el producto o servicio, pero eligen no hacerlo (no usuarios voluntarios).
- Quienes actualmente pueden acceder al producto o servicio pero todavía no lo han hecho (no usuarios dentro de la frontera de acceso actual).
- Quienes previsiblemente serán capaces de utilizar el producto o servicio dentro de los próximos 3 a 5 años, con previsiones basadas en los cambios en las características del producto, del servicio o del mercado (no usuarios dentro de la frontera de acceso futura).
- Quienes seguirán fuera del mercado en los próximos 3 a 5 años (el grupo extramercado, fuera de la frontera de acceso futura).

La siguiente tabla da una visión general de este agrupamiento de consumidores en usuarios y no usuarios, la segmentación de los no usuarios, así como 3 zonas que permiten adaptar mejor las políticas estatales a los requisitos de desarrollo de mercado.
| Grupo de usuario | Segmento de mercado                                       | Zona de política del mercado                |
| ---------------- | --------------------------------------------------------- | ------------------------------------------- |
| Usuarios         | Usuarios actuales (mercado actual)                        | (este segmento no precisa ninguna política) |
| No usuarios      | No usuarios voluntarios                                   | (este segmento no precisa ninguna política) |
| No usuarios      | No usuarios dentro de la frontera de acceso actual        | Zona de habilitación del mercado            |
| No usuarios      | No usuarios dentro de la frontera de acceso futura        | Zona de desarrollo del mercado              |
| No usuarios      | Grupo extramercado, fuera de la frontera de acceso futura | Zona de redistribución del mercado          |

Estimar y medir el acceso financiero es relativamente difícil porque los datos relevantes no se encuentran fácilmente disponibles. La falta de datos donde en distintos países se midan los mismos factores ha llevado al uso del número de cuentas de depósito y préstamo como una medida sencilla, aunque imperfecta, del acceso a los servicios financieros.

## Servicios financieros formales e informales
Los servicios financieros pueden ser proporcionados por una variedad de intermediarios financieros que forman parte del sistema financiero. Se distingue entre proveedores formales e informales de servicios financieros. Para los primeros existe una infraestructura legal que proporciona protección a los depositantes y permite a los prestamistas con quienes no se cumple reclamar judicialmente su dinero. La  siguiente tabla da una visión general de esta distinción mostrando los segmentos de sistemas financieros por grado de formalidad.
| Segmento                                                                              | Situación administrativa                                                                         | Instituciones                                                         | Clientes principales                       |
| ------------------------------------------------------------------------------------- | ------------------------------------------------------------------------------------------------ | --------------------------------------------------------------------- | ------------------------------------------ |
| Bancos formales                                                                       | Autorizados por el banco central                                                                 | Bancos comerciales Bancos de desarrollo                               | Grandes empresas Estado                    |
| Instituciones financieras especializadas no bancarias (NBFI por sus siglas en inglés) | Autorizados por el banco central                                                                 | Cajas rurales Cajas postales Cajas de ahorros Bancos de microfinanzas | Grandes empresas rurales Asalariados Pymes |
| Semiformal                                                                            | Legalmente registrados, pero no autorizados como institución financiera por el banco central     | Cooperativas de crédito ONG de microfinanzas                          | Microempresas Empresarios pobres           |
| Informal                                                                              | No legalmente registrados a nivel nacional (aunque puede pertenecer a una asociación registrada) | Asociaciones de ahorro y préstamo Prestamistas                        | Autoempleados Pobres                       |

Una distinción más detallada entre servicios financieros formales e informales añade los semiformales a los 2 anteriores. Mientras los servicios financieros formales están proporcionados por instituciones financieras registradas administrativamente y sujetas a supervisión y controles bancarios, los servicios financieros semiformales no son regulados por las autoridades bancarias, pero normalmente sí son autorizados y supervisado por otros órganos administrativos. Los servicios financieros informales se proporcionan fuera de la estructura de control y supervisión estatal.

## Barreras para el acceso financiero y políticas para removerlas
Aun así, en muchos países el acceso financiero se limita todavía a entre el 20 y el 50 % de la población, excluyendo a muchas personas pobres y pymes. Razones como las siguientes pueden explicar el limitado acceso financiero, especialmente entre los pobres:
- Algunos pobres pueden carecer de los conocimientos necesarios para entender los servicios financieros que tienen disponibles.
- Los empleados de las entidades financieras pueden considerar que las necesidades de crédito pequeñas y el escaso volumen de transacciones previsibles para ciertas personas las hacen no rentables para la entidad.
- Las oficinas bancarias pueden no ser geográficamente accesibles para los pobres al estar localizadas en los barrios o poblaciones más ricos.
- El pobre sufre también la carencia de bienes que pueda poner como garantía (por ejemplo no puede hipotecar su casa, porque no posee una) y la incapacidad de tomar prestado contra sus ingresos futuros, porque tienden a ser difíciles de seguir y pronosticar.

A la luz de la falta de acceso financiero de los pobres, en las pasadas décadas la extensión de instituciones de microfinanzas han conseguido proporcionar servicios financieros a algunas de las personas más pobres del mundo, con bajas tasas de morosidad.
Queda mucho trabajo por hacer para lograr sistemas financieros inclusivos. Deben aprovecharse los avances tecnológicos en infraestructura financiera para reducir los costes de transacción, animando transparencia, la apertura y la competencia para animar a las instituciones actuales a expandir la cobertura de sus servicios, aplicando controles prudenciales para proporcionar al sector privado  los incentivos correctos.
Una manera de mejorar el acceso es formar a los potenciales usuarios. La Agencia de los Estados Unidos para el Desarrollo Internacional (USAID) ha puesto en marcha un programa por el que primero selecciona a mujeres empresarias o empresas que empleen a mujeres, luego las ayuda a preparar la documentación para solicitar créditos y finalmente las dirige a entidades financieras que se han ofrecido a colaborar.
La extensión y popularización, especialmente en África, de servicios de banca móvil, ha conseguido muy rápidamente que en países como Kenia hasta el 58 % de los adultos disponga de servicios financieros sin necesidad de una red de oficinas bancarias.

## Distinción entre el acceso financiero y las dificultades coyunturales de acceso al crédito
La falta de acceso financiero afecta a países en desarrollo o a la población pobre de países desarrollados. Sin embargo, en estos últimos, durante períodos de crisis económica o dificultades particulares, pymes y autónomos que trabajan habitualmente con una entidad bancaria se encuentran de repente con que les niega la financiación (crédito) que necesitan para funcionar. Esto se conoce como "problemas en el acceso al crédito", "problemas en el accceso a la financiación" o "dificultades de financiación". Ello puede perjudicar al solicitante de crédito y al empleo. Para paliar este problema el Gobierno puede poner en marcha líneas de crédito específicas, o el solicitante recurrir a plataformas de préstamos entre particulares y empresas (crowdlending). Cuando el fenómeno es generalizado se denomina contracción del crédito (credit crunch). 

## Para saber más
- Demirgüç-Kunt, Un., Beck, T., & Honohan, P. (2008). ¿Finanzas para todos? Políticas y trampas en la expansión del acceso. Banco Mundial. Disponible en
- Honohan, P., & Beck, T. (2007). Haciendo que las finanzas trabajen para África. Washington D. C.: Banco Mundial. Disponible en
- Fong, S.F.& Perrett, H.(1991).Mujeres y crédito, Prefacio por Arnaldo Mauri, Finafrica, Milano.

- Datos: Q4672483